# Abesszin (macskafajta)

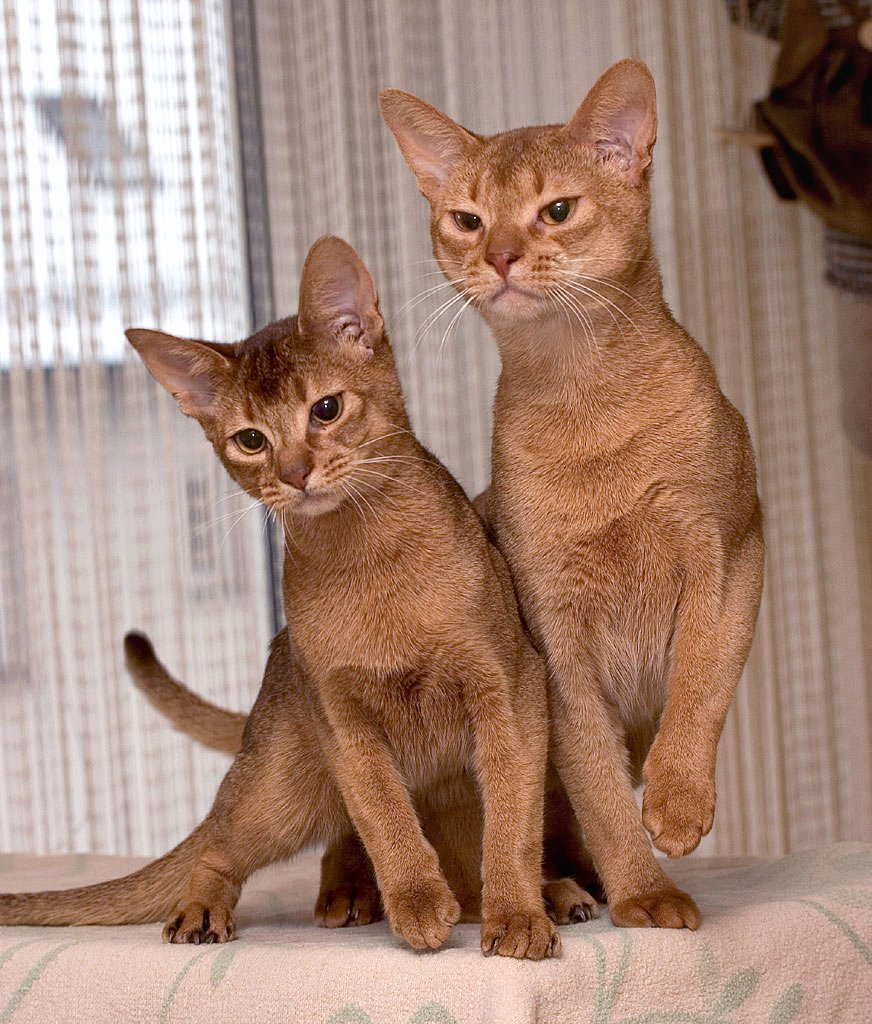
Hat hónapos abesszin kiscica(jobbra) és az apja(balra).

Az abesszin egy macskafajta.

## Történet
Az abesszin macska eredete bizonytalan, de az biztos, hogy egyike a legrégebben ismert macskafajtáknak.  Az abesszin elnevezés félrevezető, mivel ez a macskafajta nem a régi Abesszíniából, azaz nem a mai Etiópiából származik. Az az állítás is téves, miszerint elődjei a fáraók Egyiptomában mélyen tisztelt állatok voltak. Az abesszin ugyanis teljesen más vidékről jött, mégpedig Délkelet-Ázsia dzsungeljeiből. Erre a modern géntechnika mutatott rá, hiszen a tabby gén mutációja, ami csak ennél a fajtánál fordul elő, egyáltalán nem található meg Egyiptomban és Kelet-Afrikában… Az Indiai- óceán partjainál, Szingapúr és Srí Lanka között élő vadmacskáknál szintén fellelhető ez a feltűnő mutáció és az ebből eredő színezet. További utalások is találhatók a 19. századi macskaábrázolásokban. Mivel egy angol macskákról szóló folyóiratban megjelent egy cica, aki hasonlít a mai abesszinre, és ott „ázsiai macskaként“ hivatkoztak rá. Feltehetőleg a feltűnő gyűrőzöttséggel bíró, vadas színű cicákat brit kereskedők vitték Délnyugat-Ázsiába és Afrikába. Ezeket a példányokat pedig az abesszin háborúból hazatérő brit katonák vitték magukkal Angliába, ahol önálló fajtát hoztak létre. Fajtaként Angliában 1882-ben ismerték el. Az első Nagy-Britanniába hozott abesszint Zulának hívták és Barrett-Lenard kapitány feleségének kedvence volt, még a fényképe is megjelent 1874-ben. Az USA-ban először 1902-ben jelent meg, de hivatalosan csak 1986-ban ismerték el a fajtát. Az 1930-as években több kiváló példányt szállítottak az Egyesült Államokba, ezek képezik a mai tenyésztési programok alapját.

## Fajtaleírás
Az abesszin macska csillogó szőrű, közepes, vékony alkatával a házi macskák vad őseire emlékeztet. Ruganyos, vékony, de izmos teste van, hosszú lábakkal. A kis fej ék alakú, a pofa lágy vonalú, szeme nagy, borostyán, mogyoró, vagy zöld színű. Farka közepesen hosszú, elvékonyodó. A fénylő szőrzet kellemes tapintású, puha szerkezetű. Napi egyszeri, kézzel való átsimítás ajánlott. A nyak és a torok környéke, valamint a hasoldal világosabb árnyalatú.
Több színváltozata létezik. A legelterjedtebb a rézvörös (sorrel), melynek bundája vörösesbarna. A vadas (ruby) változat égetett barna, sötétebb sávozottsággal. Az őzbarna (fawn) abesszin macska bundája bézs színű, őzbarna sávokkal, a végtagok belső oldala, a hasi oldal halvány. A kék melegkék színű, palakék sávokkal. Az aljszőrzet, a végtagok belső oldala és a has krémszínű, az orrtükör sötétrózsaszín.

## Viselkedés
Az abesszin macska intelligens, barátkozó természetű, de nem „ölmacska”. Önálló jelleme van, aktív, érdeklődő, kíváncsi. Nagyszerű házi macska, tarthatjuk lakáson belül és kívül is. Halk, csengő hangja van, nem túl beszédes, nem „beszél” feleslegesen. Kiváló társaság, ragaszkodó, mindig tudni akarja, mi történik a környezetében. Ha elhanyagolva érzi magát, különféle, számunkra idegesítő játékot eszel ki, hogy magára vonja a figyelmet. Általában túl sok levezetendő energiája van, éppen ezért szinte sosem ül az ölünkbe hosszú ideig, nagyon mozgékony.